# Iskrivka, Tîvriv
Iskrivka (în ucraineană Іскрівка) este un sat în comuna Nove Misto din raionul Tîvriv, regiunea Vinnița, Ucraina.

## Demografie
Componența lingvistică a localității Iskrivka
     Ucraineană (97,73%)
     Rusă (2,27%)
Conform recensământului din 2001, majoritatea populației localității Iskrivka era vorbitoare de ucraineană (97,73%), existând în minoritate și vorbitori de rusă (2,27%).